# Iolania clypealis
Iolania clypealis är en insektsart som beskrevs av Frederick Arthur Godfrey Muir 1931. Iolania clypealis ingår i släktet Iolania och familjen kilstritar. Inga underarter finns listade i Catalogue of Life.